# Fortaleza da Arrifana
A Fortaleza da Arrifana, de que restam ruínas, é um monumento militar localizado na localidade de Arrifana, no Município de Aljezur, na região do Algarve, em Portugal. Foi construída em 1635 para proteger a faixa costeira na zona da Arrifana, tendo sido alvo de várias obras de reedificação ao longo da sua história, principalmente após a destruição causada pelo Sismo de 1755. Entrou em declínio nos finais do século XVIII, e em 1861 já se encontrava totalmente ao abandono.

## Descrição
A fortaleza situa-se num promontório alcantilado, a cerca de 70 m de altura sobre o nível do mar.
O imóvel apresentava uma planta de forma irregular, com duas partes distintas, unidas por um estreito desfiladeiro. Na parte do lado da terra, protegida por uma muralha, situava-se a porta de entrada, com arco de volta perfeita, a casa da guarda, as casamatas e o paiol. Sobre esta porta estava uma lápide com a data de construção do forte, o escudo nacional e o brasão da família Coutinho. A outra parte consistia essencialmente numa bateria, que tinha duas bocas-de-fogo apontadas para o oceano. No local foi encontrado um extenso espólio, que incluía vários fragmentos de louça de mesa, com faianças lisboetas e inglesas, corda seca parcial sevilhana, e loiça vidrada nacional, loiça de cozinha, tanto vidrada como comum, contentores para transporte e armazenagem, como um pote em grés com origem no Norte da Europa, uma moeda em bronze, parte de um crucifixo, uma peça de uma arma de fogo com fecho de pederneira, restos de faunas malacológica e mamalógica, e uma pederneira em sílex.
O monumento tem uma grande importância do ponto de vista histórico e turístico, constituindo um excelente miradouro sobre a Costa Vicentina, sendo um dos dos pontos mais visitados no concelho de Aljezur na região do Algarve.

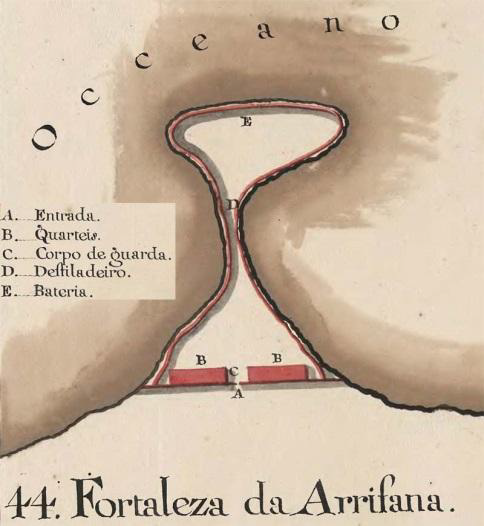
Esquema da Fortaleza da Arrifana, em 1754.

## História
Foi construída em 1635, por ordem de D. Gonçalo Coutinho, Governador do Reino do Algarve e Capitão-Mor, para defender aquela zona da faixa costeira, principalmente a baía da Arrifana e uma almadrava para atum, que funcionava desde 1516. Porém, logo em 1654 D. Nuno de Mendonça, Governador e Capitão-General do Reino do Algarve, enviou uma carta ao rei D. João IV, referindo que o forte estava desguarnecido. Em 1670, D. Nuno de Mendonça terá ordenado que fossem feitas obras de reedificação.
Um documento de 1754 refere que o forte contava com duas peças de artilharia, de calibres 12 e 18, que se encontravam em boas condições. Nesse ano foi elaborada a planta da fortaleza por Francisco Lobo Cardinal, mostrando a bateria, os alojamentos e o desfiladeiro de acesso. Em 1755, o complexo foi quase totalmente destruído pelo sismo, tendo permanecido apenas a bateria e a muralha da entrada. A fortaleza foi reconstruída em 1762, mas voltou a ser danificada durante o Inverno de 1765, que provocou uma nova derrocada do desfiladeiro. Em 1771 voltou a ser alvo de obras de reparação, mas em 1792 já estava novamente em mau estado de conservação, sem a porta e com as abóbadas do corpo da guarda e do paiol muito estragadas. Neste último ano, estava equipado com duas bocas-de-fogo montadas, sendo a guarnição constituída por um cabo e seis soldados. Não terão sido feitas quaisquer obras de conservação após 1792, o que terá contribuído para o seu estado de ruína e abandono. Com efeito, em 1796 ainda existem registos da presença das duas bocas-de-fogo, mas os relatórios após 1815 apenas descrevem a existência das muralhas junto à entrada, já em ruínas. Em 1821 ainda tinha as duas peças de artilharia, mas já estavam desmontadas, e em 1840 já só existia uma. Em 1861 já estava totalmente ao abandono. Em 1940 o imóvel foi entregue ao Ministério das Finanças, perdendo a sua categoria de fortificação militar. Nesse ano o Ministério da Marinha recusou-se a acolher as ruínas do forte, tendo então sido posto à venda. Porém, em 1944 a Comissão do Domínio Público Marítimo deliberou que o sítio onde se encontrava a antiga fortaleza era de sua responsabilidade.
Posteriormente foram feitas obras de requalificação nos vstígios da fortaleza, por iniciativa da Câmara Municipal de Aljezur, que foram financiadas como parte do programa Polis Litoral Sudoeste. Esta intervenção abrangeu igualmente a área em redor da fortaleza, e incluiu a consolidação das ruínas, o aumento da segurança nos acessos ao monumento, a reorganização dos espaços de estacionamento, e a construção de estruturas para a recolha e drenagem das águas pluviais, no sentido de reduzir o impacto das escorrências ao longo das arribas. O plano de restauro incluiu a realização de trabalhos arqueológicos em 2011, principalmente no local das antigas casamatas e na base da muralha, tendo sido encontradas provas de diversas fases do período construtivo entre os séculos XVII e XIX, o que coincide com a documentação histórica. Também foram identificados os vestígios de outros compartimentos a Norte e Sul, que não foram investigados devido à sua posição nas falésias, que não permitiu um estudo arqueológico devido à falta de segurança. As obras de restauro do monumento foram concluídas em Outubro desse ano.

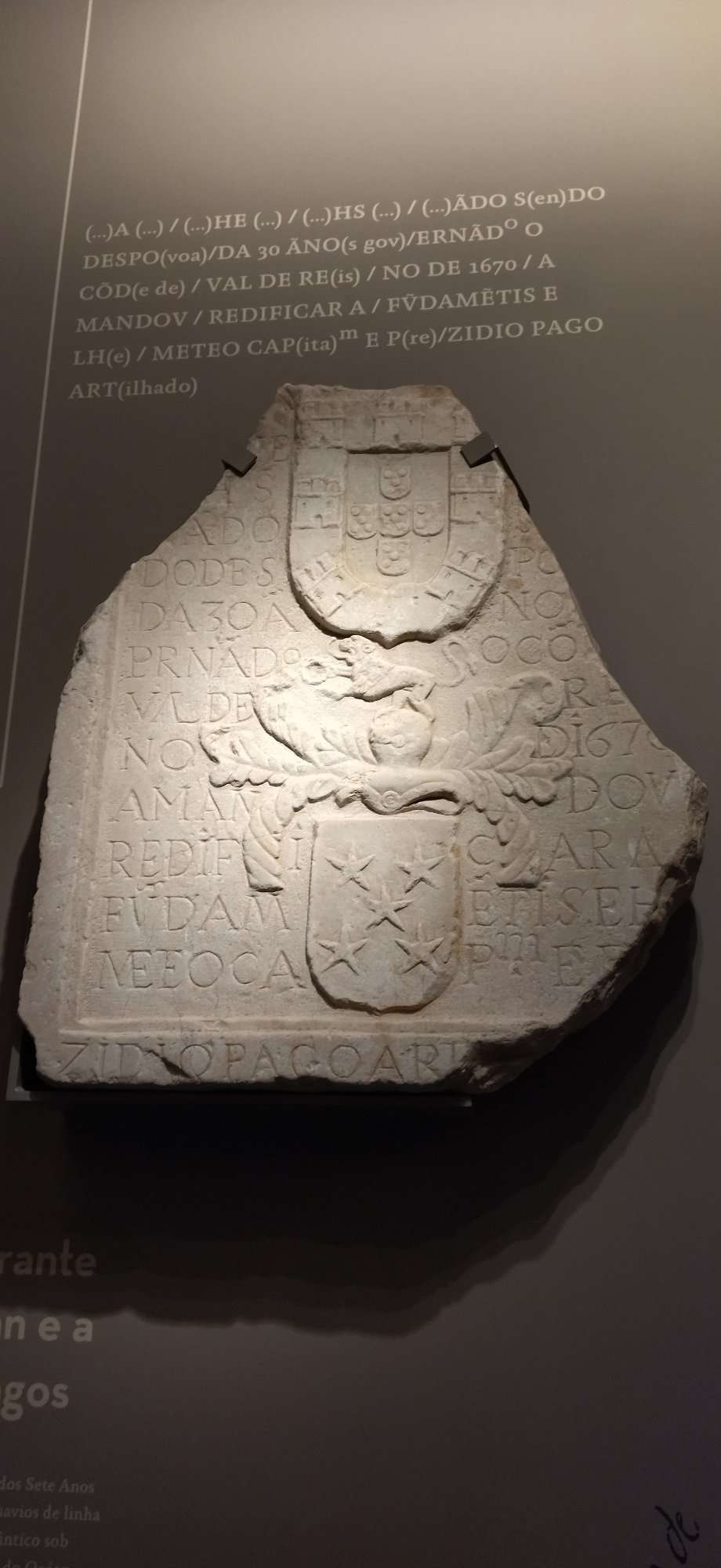
Antiga pedra de armas do Forte da Arrifana, preservada no Museu Municipal de Lagos.

## Leitura recomendada
- Vilas e Aldeias do Algarve Rural 2ª ed. Faro: Globalgarve/Alcance/In Loco/Vicentina. 2003. 171 páginas. ISBN 972-8152-27-2